# 行动公民权
行动公民权（義大利語：Cittadinanza Attiva）是圣马力诺的一个已不存在的左翼政党联盟。该联盟成立于2012年圣马力诺大选前，由联合左翼和公民10运动两个政党组成。